# Francesco Cittadini
Francesco Cittadini (Milano, XVI secolo – Milano, dopo il 1603) è stato un vescovo cattolico italiano, deposto dopo i fatti che lo videro coinvolto con Elena Orsini e che ispirarono Stendhal nella stesura del suo romanzo La badessa di Castro.

## Biografia

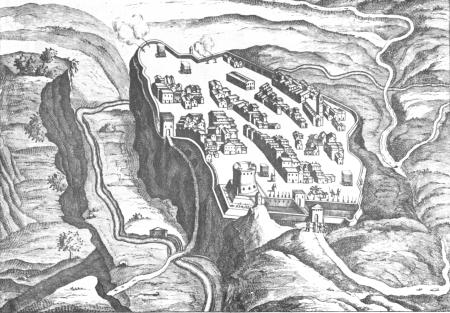
Castro da una cartina del 1663

Francesco Cittadini, era di nobili origini, la sua famiglia aveva ottimi rapporti con la curia romana e contatti con il cardinale san Carlo Borromeo.
Nato a Milano si trasferì molto giovane per studio a Roma dove, nel 1561, fu nominato referendario della Segnatura Apostolica e canonico della Basilica di San Pietro. Divenne poi governatore di Fano e di Orvieto e nominato vescovo di Castro il 19 novembre 1568 dopo le dimissioni di Girolamo Maccabei.
Nel 1537 la cittadina di Castro, era stata eretta a capitale del ducato di Pier Luigi Farnese da papa Paolo III. Quando nel 1545 il Farnese fu nominato duca di Parma e Piacenza, si allontanò da Castro, lasciando incompiute opere e costruzioni
Il Cittadini fece il suo ingresso nel palazzo vescovile solo l'anno successivo, ma rimase subito amareggiato dallo stato di degrado e di povertà del territorio. Nel 1570 iniziò una visita pastorale che però non poté proseguire a causa di una malattia che lo aveva colpito. Tenne però nel medesimo anno un sinodo diocesano, di cui rimane la documentazione e dove sono elencati ed evidenziati i problemi del territorio che erano stati già denunciati nel 1564 dal vescovo suo predecessore.
Il vescovo lamentava inoltre la mancanza degli introiti come tassa, che dovevano provenire sia dai cittadini che dai monasteri locali che egli riteneva dipendessero dalla sua legislazione, trovandosi più volte a scontrarsi con i religiosi e i cittadini influenti.
Per questo nel 1573 volle recarsi a Roma a presentare i suoi reclami e le sue richieste, ma durante il viaggio fu sequestrato dal Gamba, un bandito locale che obbligò, per il suo rilascio, a pagare un riscatto.
La badessa del monastero della Visitazione, Elena nella nobile famiglia Orsini, nonché nipote per matrimonio di Pier Luigi Farnese, aveva ottenuto il permesso di eseguire lavori di ultimazione della chiesa e questo portò i due religiosi a incontrarsi più volte. 

### Il vescovo viene denunciato e deposto
Il suo nome rimane legato a quanto avvenne nel settembre del 1573, quando una lettera mandata da Pietro Ceuli, agente dei Farnese al duca Ottavio, denunciava la nascita di un bambino nel convento claustrale della Visitazione, figlio della badessa Elena Orsini e del vescovo. I due imputati furono condotti a Roma dove fu istituito il processo dell'Auditor Camerae intitolato Inquisitionis Processus contra Elenam Orsini Abbatissam de Castro, pro fornicatione cum Episcopo Castrensi.

I due imputati inizialmente negarono ogni accusa ma quando il Cittadini si rivolse alla monaca con parole di pietà e menzognere: 
 ma questa confermò ogni accusa.
Quello fu l'ultimo incontro dei due amanti. La giovane donna fu mandata nel convento di Santa Marta a Roma, dove morì poco dopo forse di dolore per non aver potuto vedere il neonato o forse avvelenata da alcuni membri della sua famiglia, mentre il Cittadini ebbe ben sedici testimoni a suo favore. Il processo finì senza che venisse pronunciata nessuna sentenza proprio a causa della morte della Orsini.
Il Cittadini fu però deposto e rimandato a svolgere incarichi in Lombardia e a Milano documentati fino al 1603.
Il monastero fu chiuso e le monache furono trasferite a Viterbo.
Le vicende dei due amanti divennero il romanzo di Stendhal La badessa di Castro, che non racconta però i fatti veramente avvenuti. Lo scrittore aveva preso visione degli atti processuali i cui documenti gli erano stati messi a disposizione da Teresa Caetani duchessa di Sermoneta, e forse aveva anche visionati i luoghi, ormai fatiscenti, dove si svolsero i fatti.

## Genealogia episcopale
La genealogia episcopale è:
- Cardinale Guillaume d'Estouteville, O.S.B.Clun.
- Papa Sisto IV
- Papa Giulio II
- Cardinale Raffaele Sansone Riario
- Papa Leone X
- Papa Clemente VII
- Cardinale Antonio Sanseverino, O.S.Io.Hieros.
- Cardinale Giovanni Michele Saraceni
- Papa Pio V
- Cardinale Innico d'Avalos d'Aragona, O.S.Iacobi
- Vescovo Francesco Cittadini